# KylieFeverTour 2002
KylieFeverTour 2002 fue la gira de conciertos que sirvió como promoción para el disco Fever de la canta-autora y actriz australiana Kylie Minogue.
El tour fue el que incluyó mayor producción hasta ese momento en la carrera de la cantante. El álbum, los videos musicales y los distintos ritmos ayudaron a poder crear un gran escenario y varios cambios en este durante el show. Incluía las siguientes secciones: 'Silvanemesis', 'Droogie Nights', 'The Crying Game', 'Street Style', 'Sex In Venice', 'Cybertronica', y 'Voodoo Inferno', cada una de ellas representando una parte de lo que Kylie simboliza como artista.
El éxito y ganancias del álbum y los distintos sencillos ayudaron a que se contara con mayores recursos para la producción de este tour. Lo anterior se ve reflejado en el juego de pantallas que se utilizaron para darle vida a cada uno de los temas durante el concierto.
El vestuario para el show fue diseñado exclusivamente para Kylie por los diseñadores italianos (y amigos íntimos de la cantante) Dolce & Gabbana. El coreógrafo encargado del tour fue Rafael Bonachela, quien logró plasmar sus ideas y representar las melodías de cada canción en todos los movimientos de los bailarines.

## Lista de canciones
Act 1: Silvanemesis
- Intro - The Sound of Music
- Come Into My World
- Shocked
- Love at First Sight
- Fever

Act 2: Droogie Nights
- Spinning Around

Act 3: The Crying Game
- Crying Game Medley:

1. - Where Is The Feeling?
  - The Crying Game
  - Put Yourself in my Place
  - Finer Feelings
  - Dangerous Game"

Act 4: Street Style
- GBI (video interludio)
- Confide in Me
- Cowboy Style (contiene elementos de "Double Dutch Bus", "Double Dutch", "Buffalo Gals" y "The Real Slim Shady")
- Kids

Act 5: Sex In Venice
- On a Night Like This
- The Loco-Motion
- Latin Medley:

1. - In Your Eyes
  - Please Stay
  - The Rhythm of the Night"

Act 6: Cybertronica
- Limbo
- Light Years/I Feel Love
- I Should Be So Lucky/Dreams (contiene elementos de "Dreams" y de "Closer")

Act 7: VoodooInferno
- Burning Up
- Better the Devil You Know

Encore
- Can't Get You Out Of My Head

### Estadísticas
- Temas de Fever (6)
- Temas de Light Years (4)
- Temas de Impossible Princess (3)
- Temas de Kylie Minogue (3)
- Temas de Let's Get To It (1)
- Temas de Rhythm Of Love (2)
- Temas de Enjoy Yourself (0)
- Temas de Kylie (2)

- Temas no pertenecientes a algún álbum de estudio: (4)
- Canciones tocadas en la gira anterior On A Night Like This Tour: 7

- Regresos: "Finer Feelings" ausente desde el Let's Get To It Tour en 1991 (11 años).
- Canción más reciente no perteneciente al álbum soporte de la gira: "Please Stay"
- Canción debut no perteneciente al álbum soporte de la gira: "Where Is The Feeling?,  Please Stay"
- Todos los sencillos interpretados de un álbum, no perteneciente al de soporte de la gira: "Kylie Minogue".

## Fechas del Tour
| Fecha                | Ciudad     | País       | Lugar                                     |
| -------------------- | ---------- | ---------- | ----------------------------------------- |
| Europa               |            |            |                                           |
| 26 de abril de 2002  | Cardiff    | Gales      | Cardiff International Arena               |
| 27 de abril de 2002  | Cardiff    | Gales      | Cardiff International Arena               |
| 28 de abril de 2002  | Cardiff    | Gales      | Cardiff International Arena               |
| 29 de abril de 2002  | Cardiff    | Gales      | Cardiff International Arena               |
| 1 de mayo de 2002    | Manchester | Inglaterra | Manchester Evening News Arena             |
| 2 de mayo de 2002    | Manchester | Inglaterra | Manchester Evening News Arena             |
| 3 de mayo de 2002    | Manchester | Inglaterra | Manchester Evening News Arena             |
| 4 de mayo de 2002    | Manchester | Inglaterra | Manchester Evening News Arena             |
| 6 de mayo de 2002    | Birmingham | Inglaterra | NEC Arena                                 |
| 7 de mayo de 2002    | Birmingham | Inglaterra | NEC Arena                                 |
| 8 de mayo de 2002    | Birmingham | Inglaterra | NEC Arena                                 |
| 9 de mayo de 2002    | Birmingham | Inglaterra | NEC Arena                                 |
| 11 de mayo de 2002   | Mánchester | Inglaterra | Manchester Evening News Arena             |
| 12 de mayo de 2002   | Mánchester | Inglaterra | Manchester Evening News Arena             |
| 14 de mayo de 2002   | Sheffield  | Inglaterra | Sheffield Arena                           |
| 15 de mayo de 2002   | Sheffield  | Inglaterra | Sheffield Arena                           |
| 17 de mayo de 2002   | Glasgow    | Escocia    | Scottish Exhibition and Conference Centre |
| 18 de mayo de 2002   | Glasgow    | Escocia    | Scottish Exhibition and Conference Centre |
| 19 de mayo de 2002   | Glasgow    | Escocia    | Scottish Exhibition and Conference Centre |
| 21 de mayo de 2002   | Newcastle  | Inglaterra | Telwest Arena                             |
| 22 de mayo de 2002   | Newcastle  | Inglaterra | Telwest Arena                             |
| 24 de mayo de 2002   | Londres    | Inglaterra | Wembley Arena                             |
| 25 de mayo de 2002   | Londres    | Inglaterra | Wembley Arena                             |
| 26 de mayo de 2002   | Londres    | Inglaterra | Wembley Arena                             |
| 27 de mayo de 2002   | Londres    | Inglaterra | Wembley Arena                             |
| 30 de mayo de 2002   | Estocolmo  | Suecia     | Hovet                                     |
| 31 de mayo de 2002   | Oslo       | Noruega    | Oslo Spectrum                             |
| 1 de junio de 2002   | Copenhague | Dinamarca  | Forum Copenhagen                          |
| 3 de junio de 2002   | Múnich     | Alemania   | Olympiahalle                              |
| 4 de junio de 2002   | Viena      | Austria    | Gasometer                                 |
| 6 de junio de 2002   | Zürich     | Suiza      | Hallenstadion                             |
| 8 de junio de 2002   | Berlín     | Alemania   | Velodrom                                  |
| 9 de junio de 2002   | Hamburg    | Alemania   | Alsterdorfer Sporthalle                   |
| 11 de junio de 2002  | Frankfurt  | Alemania   | Festhalle Frankfurt                       |
| 12 de junio de 2002  | Róterdam   | Holanda    | Ahoy Rotterdam                            |
| 13 de junio de 2002  | Oberhausen | Alemania   | Arena Oberhausen                          |
| 15 de junio de 2002  | París      | Francia    | Palais Omnisports de Paris-Bercy          |
| 18 de junio de 2002  | Milán      | Italia     | Fila Forum                                |
| Australia            |            |            |                                           |
| 2 de agosto de 2002  | Sídney     | Australia  | Sídney Entertainment Centre               |
| 3 de agosto de 2002  | Sídney     | Australia  | Sídney Entertainment Centre               |
| 4 de agosto de 2002  | Sídney     | Australia  | Sídney Entertainment Centre               |
| 6 de agosto de 2002  | Sídney     | Australia  | Sídney Entertainment Centre               |
| 7 de agosto de 2002  | Sídney     | Australia  | Sídney Entertainment Centre               |
| 8 de agosto de 2002  | Sídney     | Australia  | Sídney Entertainment Centre               |
| 11 de agosto de 2002 | Melbourne  | Australia  | Rod Laver Arena                           |
| 12 de agosto de 2002 | Melbourne  | Australia  | Rod Laver Arena                           |
| 14 de agosto de 2002 | Melbourne  | Australia  | Rod Laver Arena                           |
| 15 de agosto de 2002 | Melbourne  | Australia  | Rod Laver Arena                           |
| 16 de agosto de 2002 | Melbourne  | Australia  | Rod Laver Arena                           |

## Créditos
- Diseño y Dirección: William Baker & Alan McDonald
- Productores Ejecutivos: Bill Lord, Terry Blamey & Kylie Minogue
- Manager: Terry Blamey
- Manager del Tour: Sean Fitzpatrick
- Director de Producción del Tour: Steve Martin
- Productor Musical: Steve Anderson
- Director de Luces: Vince Foster
- Vestuario Kylie: Dolce & Gabbana
- Zapatos Kylie: Manolo Blahnik
- Director Musical/Batería: Andrew Small
- Teclados: Steve Turner
- Bajo: Chris Brown
- Guitarra: James Hayto
- Coristas: Lurine Cato & Sherina White
- Tornamesa y Mezclas: DJ Ziggy
- Coreógrafo: Rafael Bonacela
- Asistente de Coreógrafo: Amy Hollingsworth
- Acróbata: Terry Kvasnik
- Bailarines: Pia Driver, Patti Hines, Milena Mancini, Alec Mann, Jason Piper, Adam Pudney, Emma Ribbing, Alicia Herrero Simon, Andile E Sotiya, Melanie Teall & Rod Buchanan

- Datos: Q1203933